# 木村俊幸
木村 俊幸（きむら としゆき、1969年12月6日 - ）は、現代美術家、VFXクリエーター。東京都出身。
美術家としてVFX studio LOOPHOLE（デジタル特殊撮影スタジオ）を活動の中心とし、同スペースをギャラリーとした個展を開催している。
映画では、『SPAWN』（1997年）、『リング』（1998年）、『ドラゴンヘッド』（2003年）などのマットアーティスト、VFXクリエイターとして活躍。『CASSHERN』（2004年）コンセプトデザイン、マットアート、VFXスーパーバイザーでは、第10回 記念 AMD Award '04（デジタルメディア協会主催）のBest Visual Designer賞を獲得。
ゲームでは、『弟切草〜蘇生篇〜』の絵画と総合監修を務めた。
music PVでは、宇多田ヒカルの「Final Distance」「traveling」「SAKURAドロップス」などでVFXやコンセプトデザインを担当した。

## 来歴
日本大学芸術学部に油絵専攻で入学するが、8ミリの撮影を行っていた女性と知り合い映像業界に興味を持ち、ポストプロダクション企業マリンポストへアルバイトとして入る。最初は写植打ちの手伝いなどであったが、マット画を手がける石井義雄の仕事を目にして石井に弟子入りし、そのまま大学を中退してマットペイントの道へと進んだ。
1990年にオリジナルビデオ『女バトルコップ』のマット画でデビュー。映画作品に多く携わった後、独立してLOOP HOLE名義で美術活動もはじめる。早くにデジタル技術を導入していたことから、1990年代後半からはコンピュータグラフィックスによるプロモーションビデオやフィルムエフェクトなども手がけるようになった。
映画『スポーン』でハリウッド作品にも参加。その後、海外へ活動拠点を移すことも持ちかけられていたが、海外ではイレギュラーとしての物珍しさで受けていたと感じ、また日本での生活を好んでいたことから日本での活動を継続した。

## 参加作品

### 映画
- 1995年『ゴジラvsモスラ』（マットペイント）
- 1995年『写楽』
- 1994年『ゴジラvsスペースゴジラ』
- 1995年『ゴジラvsデストロイア』
- 1997年『スポーン』（アメリカ、マットアート）
- 1998年『リング』デジタル・マットペインティング）
- 1998年『なぞの転校生』（マットアート）
- 1999年『金融腐蝕列島〔呪縛〕』（マットアート）
- 2000年『フシギのたたりちゃん』（コンセプトデザイン／美術監修／VFX監修／マットペインティング）
- 2001年『弟切草』（絵画／コンセプチュアルデザイン）
- 2003年『MOON CHILD』（マットアート）
- 2003年『ドラゴンヘッド』（コンセプトデザイン／マットペイント）
- 2004年『CASSHERN』（コンセプチュアルデザイン／VFXスーパーバイザー）
- 2005年『忍 SHINOBI』（コンセプトデザイン）
- 2006年『最終兵器彼女』（VFXアートディレクター／マットペインティング）
- 2006年『笑う大天使』（VFXスーパーバイザー／コンセプトデザイン）
- 2006年『UDON』（マットアート）
- 2007年『どろろ』（VFXコンセプトアート）
- 2007年『大帝の剣』（コンセプトデザイン／メカニカルデザイン）
- 2008年『リアル鬼ごっこ』（マットアート）

### テレビ
- 1996年『ウルトラマンティガ』（マットペインティング）
- 2017年『宇宙戦隊キュウレンジャー』（背景コンセプトデザイン・マットペイント）
- 2019年『仮面ライダーゼロワン』（マットアート）[2]
- 2022年『暴太郎戦隊ドンブラザーズ』（マットアート）
- 2023年『王様戦隊キングオージャー』（コンセプト&3D背景デザイン）
- 2023年『仮面ライダーガッチャード』（マットアート）

### オリジナルビデオ
- 1990年『女バトルコップ』

### ゲーム
- 1999年『弟切草〜蘇生篇〜』（絵画／総合監修）
- 2001年『the FEAR』（オープニングムービー）